# Centre de formation de police
Pour les articles homonymes, voir CFP.
Les centres de formation de police (CFP) sont des établissements français destinés à la formation initiale des gardiens de la paix, cadets de la République et ADS (adjoints de sécurité de la police nationale). Ils sont plus petits que les écoles nationales de police qui assurent les mêmes formations et contrairement à celle-ci, ils sont implantés sur le casernement d'une CRS qui assure la logistique (restauration...).
Au 9 août 2013, les seuls CFP toujours en activité sont Chassieu dans la banlieue de Lyon et celui de Béthune qui est une antenne de l'ENP de Roubaix. Certains anciens CFP servent à la formation spécifique des CRS.